# 朴鍾和
朴 鍾和（ぼく・しょうわ、パク・チョンファ、1901年10月29日 - 1981年1月13日）は朝鮮の小説家、詩人、文学評論家である。本貫は密陽朴氏。号は月灘。日本統治時代の朝鮮で歴史小説家として民族意識を鼓舞した。朝鮮現代文学の開拓者であり、浪漫主義文学の先唱者である。

## 略歴
朴鍾和は1901年10月29日、漢城の磐石坊紫岩洞に3人兄弟の次男として生まれる。父は通訓大夫内部主事の朴大赫、母は安東金氏。祖父は通政大夫正三品訓錬院僉正の朴台胤。5歳から私塾で漢文を学んだ。1916年、16歳のとき、新学問を学ぶため、徽文義塾に入学する。17歳で金昌男と結婚。1920年3月、徽文義塾を卒業、10月に洪思容と共に文学同人誌、『文友』を刊行した。ここから朴の文学活動が始まる。
1921年には詩人の同人誌『薔薇村』の同人になる。同人は黄錫禹、卞栄魯、朴英熙など。『薔薇村』は朝鮮の自由詩の嚆矢と評価されている。朴は創刊号に処女作「懊悩の青春」「牛乳光の路」の2篇を載せた。1922年には『白潮』の同人となり、洪思容、羅稲香、玄鎮健、李相和、朴英熙、盧子泳、金基鎮などと親交を深める。『白潮』3号の載せられた『首をしばられた女子（목매이는 女子）』は、朝鮮文学で最初の歴史小説と言われる。
その後、朴は歴史小説家として力量を発揮した。1935年、毎日申報に連載された長篇『錦袖の血』や、『待春賦』（1935年）、『アランの貞操（아랑의 貞操）』（1937年）、『多情佛心』（1940年）などを発表していく。歴史小説は決して現実逃避ではなく、歴史小説が持つ効果は現実小説よりもさらに強いのだ、と朴は信じた。
日帝の圧力によって、朝鮮文学界でも多くの作家が親日文学を発表していく中で、朴は創氏改名を拒否しただけでなく、抗日を主題にした民族文学を活発に展開させた。『前夜』（1942年）、『黎明』（1944年）、『民族』（1946年）は民族を前面に押し出した作品である。
解放後、混乱期の中で、朴は小説を書くだけでなく、全朝鮮文筆家協会副会長をはじめ、韓国文学家協会会長、全国文化団体総聡合会会長、芸術院会長、韓国文人協会理事長、韓国芸術文化団体総聡合会会長、民族文化推進委員会会長、文化芸術倫理委員会委員長など、常に文壇の重鎮として韓国文学をリードした。
1981年1月13日午後7時45分、ソウル市鐘路区平倉洞の自宅で逝去。80歳であった。

## 年譜
- 1901年10月29日、漢城の磐石坊紫岩洞に生まれる。
- 1916年、徽文義塾に入学。
- 1917年、金昌男と結婚する。
- 1920年、同人誌『文友』を刊行。
- 1921年、『薔薇村』の同人になる。
- 1922年、『白潮』の同人になる。
- 1922年、長男、敦洙が生まれる。
- 1946年、全国文化団体総聡合会副会長に選ばれる。
- 1946年9月、東国大学校の教授に就任。
- 1946年、延禧大学校の講師に就任。
- 1947年、成均館大学校の教授に就任。
- 1948年5月、文教部、芸術委員会副委員長に選ばれる。
- 1948年9月、ソウル大学校大学院の講師に就任。
- 1949年5月、韓国文学家協会会長に就任する。
- 1949年6月、ソウル新聞社、社長に就任する。
- 1949年12月、ソウル市文化委員会委員長に就任する。
- 1950年5月、中央選挙委員に就任する。
- 1951年5月、全国文化団体総聡合会会長に就任する。
- 1952年3月、国務総理政策委員に就任する。
- 1953年10月、文教部、国語審議会副委員長に選ばれる。
- 1953年12月、高等考試委員に選ばれる。
- 1954年4月、ユネスコ韓国委員に選ばれる。芸術院会員に選ばれる。ソウル市史編纂委員。
- 1954年5月、国務総理典体委員に選ばれる。
- 1954年6月、芸術院会長に選ばれる。
- 1955年7月、芸術院第1回文学功労賞を受賞。
- 1957年9月、成均館大学校名誉文学博士学位を受ける。
- 1961年3月、大韓聖書公会聖書改訳顧問に選ばれる。
- 1962年2月、成均館大学校を定年退職。
- 1962年5月、大韓民国文化勲章大統領章を受章。
- 1963年、韓国文人協会理事長に選ばれる。
- 1964年2月、韓国芸術文化団体総聡合会会長に選ばれる。
- 1964年2月、財団法人3･1文化賞審査委員長に選ばれる。
- 1965年1月、3･1文化賞財団の理事に就任する。
- 1965年1月、大韓赤十字社組織委員に選ばれる。
- 1965年12月、民族文化推進委員会会長に選ばれる。
- 1966年3月、文化芸術倫理委員会委員長に選ばれる。
- 1966年5月、第1回5･16民族賞、大賞を受賞。
- 1967年、5･16民族賞副理事長に就任する。
- 1969年、国土統一院顧問。
- 1981年1月13日、ソウル市鐘路区平倉洞の自宅で逝去。

## 日本語で読める作品
- 金時鐘訳「からたち」『再訳 朝鮮詩集』岩波書店、2007年
- 金時鐘訳「青磁賦」『再訳 朝鮮詩集』岩波書店、2007年
- 金時鐘訳「石窟庵」『再訳 朝鮮詩集』岩波書店、2007年
- 金時鐘訳「内霧在嶺」『再訳 朝鮮詩集』岩波書店、2007年